# 도미이 다이키
도미이 다이키(일본어: 富居 大樹, 1989년 8월 27일 ~ )는 일본의 축구 선수이다.

## 구단 경력
그는 2013년부터 2024년까지 J리그의 더스파구사쓰 군마, 몬테디오 야마가타, 쇼난 벨마레에서 활동하였다.